# Argyresthia sorbiella
Argyresthia sorbiella là một loài bướm đêm thuộc họ Yponomeutidae. Nó được tìm thấy ở Bắc Âu và Trung Âu.
Sải cánh dài 11–13 mm. Con trưởng thành bay từ tháng 5 đến tháng 8.
Ấu trùng ăn Sorbus aucuparia và Sorbus aria.